# Renan Guedes
Renan Guedes Borges (San Paolo, 19 gennaio 1998) è un calciatore brasiliano, difensore dell'Osijek.

## Caratteristiche tecniche
È un terzino destro.

## Carriera
Cresciuto nel settore giovanile dell'Atlético Mineiro, debutta in prima squadra il 9 marzo 2019 in occasione dell'incontro del Campionato Mineiro vinto 1-0 contro il Patrocinense. Nel 2022 si trasferisce allo Sheriff Tiraspol, club della prima divisione moldava.

## Statistiche

### Presenze e reti nei club
Statistiche aggiornate al 21 maggio 2021.
| Stagione        | Squadra          | Campionato      | Campionato | Campionato | Coppe nazionali | Coppe nazionali | Coppe nazionali | Coppe continentali | Coppe continentali | Coppe continentali | Altre coppe | Altre coppe | Altre coppe | Totale | Totale |
| Stagione        | Squadra          | Comp            | Pres       | Reti       | Comp            | Pres            | Reti            | Comp               | Pres               | Reti               | Comp        | Pres        | Reti        | Pres   | Reti   |
| --------------- | ---------------- | --------------- | ---------- | ---------- | --------------- | --------------- | --------------- | ------------------ | ------------------ | ------------------ | ----------- | ----------- | ----------- | ------ | ------ |
| 2019            | Atlético Mineiro | M1/MG+A         | 2+0        | 0          | CB              | 0               | 0               |                    | -                  | -                  |             | -           | -           | 2      | 0      |
| 2020            | Joinville        | PD/SC+D         | 5+12       | 0+1        | CB              | 0               | 0               |                    | -                  | -                  |             | -           | -           | 17     | 1      |
| 2021            | Bahia            | PD/BA+A         | 8+0        | 0          | CB              | 0               | 0               | CS                 | 3                  | 0                  | CdN         | 2           | 0           | 13     | 0      |
| Totale carriera | Totale carriera  | Totale carriera | 27         | 1          |                 | 0               | 0               |                    | 3                  | 0                  |             | 2           | 0           | 32     | 1      |

## Palmarès

### Club

#### Competizioni nazionali
- Campionato moldavo: 2

Sheriff Tiraspol: 2021-2022, 2022-2023
- Coppa di Moldavia: 2

Sheriff Tiraspol: 2021-2022, 2022-2023

#### Competizioni statali
- Copa Santa Catarina: 1

Joinville: 2020